# Puntos gatillo
No confundir con los  "Tender points", usados en el diagnóstico de la  Fibromialgia
Los puntos gatillo miofasciales (a menudo abreviados en la literatura como PGM), también conocidos como puntos gatillo, sitios de activación, o nudos musculares, son zonas hiperexcitables vinculadas a un nódulo palpable localizado en una banda tensa del tejido musculoesquelético,  las cuales a la palpación desencadenan manifestaciones dolorosas paroxísticas. Un aspecto característico de los mismos es que al ser pinchados o incluso al ser estimulados mediante la palpación con cierta técnica, producen una reacción de espasmo local (REL), que se trata de la contracción involuntaria del músculo. Esta manifestación se considera un signo patognomónico de su existencia. Actualmente hay cierta controversia respecto a estos puntos, ya que hay datos limitados para permitir una comprensión científica del fenómeno. Asimísmo existen diversas definiciones sobre lo que constituye un punto gatillo.  En consecuencia, una aceptación formal de los «nudos» miofasciales como una fuente identificable de dolor es más común entre los fisioterapeutas y osteópatas.  Sin embargo, el concepto de los puntos gatillo proporciona un marco que puede ser utilizado para ayudar a manejar el dolor musculoesquelético.
Los puntos gatillo generan una entidad clínica patológica llamada síndrome de dolor miofascial (SDM).

## Definición
El término "punto gatillo" fue acuñado en 1942 por Dr. Janet Travell quien describe su hallazgo clínico con las siguientes características:
- Dolor relacionado con un punto discreto, irritable en el músculo esquelético o fascia, no causado por un trauma local, inflamación, degeneración, Neoplasia o Infección.
- El punto doloroso se puede sentir como un nódulo o banda en el músculo, y se obtiene una respuesta de espasmo estimulando el punto gatillo.
- La Palpación del punto gatillo reproduce la queja de dolor del paciente, y el dolor se irradia en una distribución típica del músculo específico que alberga el punto gatillo.
- El dolor no puede ser explicado con los hallazgos en el  examen neurológico.

## Historia
Los puntos gatillo han sido objeto de estudio por un pequeño número de médicos durante varias décadas, aunque aún no se han convertido en parte de la medicina convencional. La existencia de áreas sensibles y zonas de Enfermedad cutánea en los músculos ha sido reconocida en la medicina durante muchos años y fue descrita como reumatismo muscular o fibromialgia; también denominado en Alemán myogelose y myalgie. Sin embargo, había poco acuerdo acerca de lo que significaban. Una importante labor se llevó a cabo por J. H. Kellgren del University College Hospital de Londres, en los años 30 del siglo XX,  y de forma independiente, por Michael Gutstein en Berlín y Michael Kelly en Australia. Los dos últimos investigadores continuaron publicando en los años 50 y 60. Kellgren realizó experimentos en los que inyectó solución salina hipertónica en voluntarios sanos y demostró que esto dio lugar a zonas de dolor en las extremidades referidas. El trabajo de Janet G. Travell con los puntos gatillo y el tratamiento del dolor de espalda de el norteamericano  John F. Kennedy la convirtió en la primera asistente física mujer del Presidente estadounidense.
Hoy en día, gran parte del tratamiento de los puntos gatillo y sus complejos de dolor son manejados por los terapeutas de los puntos gatillo miofasciales, masajistas, Fisioterapeutas, Osteópatas, Terapeuta ocupacionales, mioterapeutas, y Entrenadores profesionales, así como por naturópatas, quiroprácticos, dentistas y acupuntores, y otros profesionales que hayan tenido experiencia o formación en el campo de la Terapia Neuromuscular (NMT).

## Mecanismo fisiopatológico de formación: La hipótesis integrada
Existen diversas hipótesis que intentan explicar el mecanismo fisiopatológico por el cual se forman los puntos gatillo. Si bien actualmente es la llamada hipótesis integrada la que tiene mayor relevancia. Según se explica en la misma, la contracción muscular que genera el punto gatillo se debería a una despolarización anómala de la membrana postsináptica de las placas motoras que libera una excesiva cantidad de acetilcolina, la cual se combina con una inhibición de la acetilcolinestersasa y con una hiperactividad de los receptores de la propia acetilcolina. Esto provoca una crisis energética localizada que se asocia a arcos reflejos sensoriales y autónomos mantenidos por mecanismos de sensibilización.

## Clasificación de los puntos gatillo miofasciales (PGM)[2]

#### Clasificación según actividad clínica
- Activos: Producen sintomatología dolorosa de manera espontánea, sin necesidad de palpación ni estimulación.
- Latentes: Producen sintomatología dolorosa únicamente a la palpación o estimulación. No obstante, otro tipo de síntomas asociados a los PGM como rigidez o debilidad muscular pueden estar igualmente presentes.

#### Clasificación según su localización
- Centrales: Se localizan en el vientre del músculo.
- Insercionales: Se localiza en la zona de inserción muscular y son causados por el PGM central.

#### Clasificación jerárcica atendiéndo a su origen y orden de activación
- PGM clave o primario: Es el PGM capaz de provocar la activación de otros.
- PGM satélite o secundario: Es el  activado por un PGM primario.
- PGM asociado: Se utiliza esta denominación cuando existen dos PGM en distintos músculos y no puede establecerse un orden jerárquico entre ambos.

## Síntomas
El conjunto de síntomas y signos provocados por los puntos gatillo constituyen una entidad clínica denominada Síndrome de dolor miofascial. Estos son dolor muscoloesquético local y referido, en ocasiones síntomas vegetativos como lagrimeo o coriza, también rigidez, debilidad muscular, espasmo muscular, a veces alteraciones propioceptivas como mareo, así como restricción de la movilidad para un determinado segmento corporal en el que actúa la musculatura afectada.

## Tratamiento
Una de las maneras empleadas para el tratamiento de los puntos gatillo por parte de los fisioterapeutas es utilizar una técnica denominada punción seca. Consiste en introducir en el mismo una aguja sin ningún tipo de medicación. El punto gatillo se deshace debido al efecto mecánico de la aguja y otros procesos aún no bien conocidos. Otros métodos son la masoterapia, la termoterapia o los ejercicios específicos. 